# Briefmarken-Ausgaben der französischen Zone Rheinland-Pfalz
Die Briefmarken-Ausgaben aus der französischen Zone Rheinland-Pfalz wurden zwischen April 1947 und dem 4. Oktober 1949 herausgegeben. Zuvor wurden bereits zwischen 1945 und 1947 allgemeine Ausgaben herausgegeben, die in der kompletten französischen Besatzungszone gültig waren, also auch im Süden des heutigen Baden-Württemberg und im Saarland.
Die insgesamt 52 Briefmarken und ein Briefmarkenblock mit vier Marken, der Alliierten Besatzungsmacht, unterscheiden sich in zwei Serien. Die erste Serie (Michel-Nummern 1 bis 15) wurde ab April 1947 in Reichsmarkwährung herausgegeben und war bis zum 20. Juni 1948 gültig. Danach wurden nur noch Zehnfachfrankaturen bis zum 23. Juni 1948 in sehr seltenen Fällen geduldet. Mit der Währungsreform und der Einführung der Deutschen Mark wurden Neuausgaben notwendig. Die motivgleichen Marken unterscheiden sich hauptsächlich durch geänderte Farben und zum Teil neue Wertstufen. Seit dem 3. Oktober 1949 konnten diese Marken im gesamten Bundesgebiet, sowie in den österreichischen Zollausschlussgebieten (Kleinwalsertal und Jungholz) sowie ab dem 27. Oktober 1949 auch in den Westsektoren von Berlin bis zum jeweiligen Ende der Gültigkeit, maximal 31. März 1950, verwendet werden. Durch Verfügung 191/1949 des Postzentralamtes der französischen Zone wurden ab dem 19. September 1949 die Briefmarken der Bundesrepublik Deutschland auch in Rheinland-Pfalz verkauft. Die Zwangszuschlagsmarke Notopfer Berlin musste ab 1. Februar 1949 bis zum 31. März 1949 und dann ab 1. Juli 1949 bis 31. März 1956 verwendet werden.
Philatelistisch ist das Sammelgebiet abgeschlossen. Der Bund Deutscher Philatelisten hat eine eigene Arbeitsgemeinschaft zu diesem Thema.

## Liste der Ausgaben und Motive
Legende
- Bild: Eine bearbeitete Abbildung der genannten Marke. Das Verhältnis der Größe der Briefmarken zueinander ist in diesem Artikel annähernd maßstabsgerecht dargestellt.
- Beschreibung: Eine Kurzbeschreibung des Motivs und/oder des Ausgabegrundes. Bei ausgegebenen Serien oder Blocks werden die zusammengehörigen Beschreibungen mit einer Markierung versehen eingerückt.
- Werte: Der Frankaturwert der einzelnen Marke:

Rpf = Pfennig zur Reichsmark, auf den Marken allerdings nur als Pf angegeben.
ℛℳ = Reichsmark
Pf = Pfennig zur Deutschen Mark
DM = Deutsche Mark
- Ausgabedatum: Das erstmalige Datum des Verkaufs dieser Briefmarke.
- Gültig bis: Bis zu diesem Tag konnte diese Marke zur Frankatur verwendet werden.
- Auflage: Soweit bekannt, wird hier die zum Verkauf angebotene Anzahl dieser Ausgabe angegeben.
- Entwurf: Soweit bekannt, wird hier angegeben, von wem der Entwurf dieser Marke stammt.
- Mi.-Nr.: Diese Briefmarke wird im Michel-Katalog unter der entsprechenden Nummer gelistet.

| Marken (Werte in Reichsmark)    | |          |                    |                    |            |                             |       |
| Bild                            | Beschreibung | Wert     | Ausgabe- datum     | gültig bis         | Auflage    | Entwurf                     | MiNr. |
|                                 | Persönlichkeiten und Ansichten aus Rheinland-Pfalz (I) - Ludwig van Beethoven                                            | 2 Rpf    | Oktober 1947       | 20. Juni 1948      | 15.100.000 | Vytautas Kazimieras Jonynas | 1     |
|                                 | - Wilhelm Emmanuel von Ketteler                                                                                          | 3 Rpf    | Oktober 1947       | 20. Juni 1948      | 20.500.000 | Jonynas                     | 2     |
|                                 | - Winzerin vor Marksburg über Braubach am Rhein                                                                          | 10 Rpf   | September 1947     | 20. Juni 1948      | 15.100.000 | Jonynas                     | 3     |
|                                 | - Porta Nigra in Trier                                                                                                   | 12 Rpf   | April 1947         | 20. Juni 1948      | 60.000.000 | Jonynas                     | 4     |
|                                 | - Karl Marx | 15 Rpf   | 5. Mai 1947        | 20. Juni 1948      | 17.100.000 | Jonynas                     | 5     |
|                                 | - Teufelstisch bei Kaltenbach                                                                                            | 16 Rpf   | Oktober 1947       | 20. Juni 1948      | 8.050.000  | Jonynas                     | 6     |
|                                 | - Winzerhäuser in Sankt Martin                                                                                           | 20 Rpf   | Oktober 1947       | 20. Juni 1948      | 15.500.000 | Jonynas                     | 7     |
|                                 | - Dom zu Worms | 24 Rpf   | April 1947         | 20. Juni 1948      | 62.100.000 | Jonynas                     | 8     |
|                                 | - Gutenberg-Denkmal in Mainz                                                                                             | 30 Rpf   | Februar 1948       | 20. Juni 1948      | 10.000.000 | Jonynas                     | 9     |
|                                 | - Dom zu Mainz | 45 Rpf   | Mai 1947           | 20. Juni 1948      | 8.000.000  | Jonynas                     | 10    |
|                                 | - Dom zu Mainz | 50 Rpf   | Februar 1948       | 20. Juni 1948      | 10.100.000 | Jonynas                     | 11    |
|                                 | - Ludwig van Beethoven                                                                                                   | 60 Rpf   | Oktober 1947       | 20. Juni 1948      | 10.100.000 | Jonynas                     | 12    |
|                                 | - Gutenberg-Denkmal in Mainz                                                                                             | 75 Rpf   | Juni 1947          | 20. Juni 1948      | 9.000.000  | Jonynas                     | 13    |
|                                 | - Der Rhein bei Kaub, links Burg Gutenfels, im Strom die Pfalz                                                           | 84 Rpf   | August 1947        | 20. Juni 1948      | 6.000.000  | Jonynas                     | 14    |
|                                 | - Karl der Große Goldschmiedearbeit am Aachener Karlsschrein                                                             | 1 ℛℳ     | Juli 1947          | 20. Juni 1948      | 10.000.000 | Jonynas                     | 15    |
| Marken (Werte in Deutsche Mark) | |          |                    |                    |            |                             |       |
| Bild                            | Beschreibung | Werte    | Ausgabe- datum     | gültig bis         | Auflage    | Entwurf                     | MiNr. |
|                                 | Persönlichkeiten und Ansichten aus Rheinland-Pfalz (II) - Ludwig van Beethoven                                           | 2 Pf     | 21. Juni 1948      | 31. Dezember 1949  | unbekannt  | Jonynas                     | 16    |
|                                 | - Wilhelm Emmanuel von Ketteler                                                                                          | 6 Pf     | 21. Juni 1948      | 31. Dezember 1949  | unbekannt  | Jonynas                     | 17    |
|                                 | - Porta Nigra in Trier                                                                                                   | 8 Pf     | Juli 1948          | 31. Dezember 1949  | unbekannt  | Jonynas                     | 18    |
|                                 | - Winzerin vor der Marksburg über Braubach am Rhein                                                                      | 10 Pf    | Juli 1948          | 31. Dezember 1949  | unbekannt  | Jonynas                     | 19    |
|                                 | - Porta Nigra in Trier                                                                                                   | 12 Pf    | 21. Juni 1948      | 31. Dezember 1949  | unbekannt  | Jonynas                     | 20    |
|                                 | - Karl Marx | 15 Pf    | 21. Juni 1948      | 31. Dezember 1949  | unbekannt  | Jonynas                     | 21    |
|                                 | - Teufelstisch bei Kaltenbach                                                                                            | 16 Pf    | August 1948        | 31. Dezember 1949  | unbekannt  | Jonynas                     | 22    |
|                                 | - Winzerhäuser in Sankt Martin                                                                                           | 20 Pf    | August 1948        | 31. Dezember 1949  | unbekannt  | Jonynas                     | 23    |
|                                 | - Dom zu Worms | 24 Pf    | 21. Juni 1948      | 31. Dezember 1949  | unbekannt  | Jonynas                     | 24    |
|                                 | - Dom zu Mainz | 30 Pf    | Juli 1948          | 31. Dezember 1949  | unbekannt  | Jonynas                     | 25    |
|                                 | - Gutenberg-Denkmal in Mainz                                                                                             | 50 Pf    | 21. Juni 1948      | 31. Dezember 1949  | unbekannt  | Jonynas                     | 26    |
|                                 | - Ludwig van Beethoven                                                                                                   | 60 Pf    | August 1948        | 31. Dezember 1949  | unbekannt  | Jonynas                     | 27    |
|                                 | - Der Rhein bei Kaub, links Burg Gutenfels, im Strom die Pfalz                                                           | 84 Pf    | Juli 1948          | 31. Dezember 1949  | unbekannt  | Jonynas                     | 28    |
|                                 | - Karl der Große Goldschmiedearbeit am Aachener Karlsschrein                                                             | 1 DM     | Juli 1948          | 31. Dezember 1949  | unbekannt  | Jonynas                     | 29    |
|                                 | Wohlfahrtsausgabe zugunsten der Opfer der Explosionskatastrophe von Ludwigshafen - St. Martin                            | 20+30 Pf | 18. Oktober 1948   | 31. Januar 1949    | 1.000.000  | Graf                        | 30    |
|                                 | - St. Christopher | 30+50 Pf | 18. Oktober 1948   | 31. Januar 1949    | 1.000.000  | Graf                        | 31    |
|                                 | Persönlichkeiten und Ansichten aus Rheinland-Pfalz (III) - Ludwig van Beethoven                                          | 2 Pf     | November 1948      | 31. Dezember 1949  | unbekannt  | Jonynas                     | 32    |
|                                 | - Teufelstisch bei Kaltenbach                                                                                            | 4 Pf     | November 1948      | 31. Dezember 1949  | unbekannt  | Jonynas                     | 33    |
|                                 | - Karl Marx | 5 Pf     | November 1948      | 31. Dezember 1949  | unbekannt  | Jonynas                     | 34    |
|                                 | - Wilhelm Emmanuel von Ketteler                                                                                          | 6 Pf     | November 1948      | 31. Dezember 1949  | unbekannt  | Jonynas                     | 35    |
|                                 | - Porta Nigra in Trier                                                                                                   | 8 Pf     | Juli 1949          | 31. Dezember 1949  | unbekannt  | Jonynas                     | 36    |
|                                 | - Winzerin vor der Marksburg über Braubach am Rhein                                                                      | 10 Pf    | November 1948      | 31. Dezember 1949  | unbekannt  | Jonynas                     | 37    |
|                                 | - Winzerhäuser in Sankt Martin                                                                                           | 20 Pf    | November 1948      | 31. Dezember 1949  | unbekannt  | Jonynas                     | 38    |
|                                 | - Dom zu Worms | 40 Pf    | Dezember 1948      | 31. Dezember 1949  | unbekannt  | Jonynas                     | 39    |
|                                 | - Porta Nigra in Trier                                                                                                   | 80 Pf    | Dezember 1948      | 31. Dezember 1949  | unbekannt  | Jonynas                     | 40    |
|                                 | - Der Rhein bei Kaub, links Burg Gutenfels, im Strom die Pfalz                                                           | 90 Pf    | Januar 1949        | 31. Dezember 1949  | unbekannt  | Jonynas                     | 41    |
|                                 | Wohltätigkeits-Ausgabe zugunsten des Deutschen Roten Kreuzes - Wappen von Rheinland-Pfalz                                | 10+20 Pf | 25. Februar 1949   | 15. September 1949 | 600.000    | Eugen Bargatzky             | 42A   |
|                                 | - Wappen von Rheinland-Pfalz                                                                                             | 20+40 Pf | 25. Februar 1949   | 15. September 1949 | 600.000    | Eugen Bargatzky             | 43A   |
|                                 | - Wappen von Rheinland-Pfalz                                                                                             | 30+60 Pf | 25. Februar 1949   | 15. September 1949 | 600.000    | Eugen Bargatzky             | 44A   |
|                                 | - Wappen von Rheinland-Pfalz                                                                                             | 40+80 Pf | 25. Februar 1949   | 15. September 1949 | 600.000    | Eugen Bargatzky             | 45A   |
|                                 | Wohltätigkeitssonderausgabe zum 200. Geburtstag von Johann Wolfgang von Goethe - Relief von Johann Peter Melchior (1775) | 10+5 Pf  | 12. August 1949    | 31. März 1950      | 400.000    | unbekannt                   | 46    |
|                                 | - Zeichnung von Johann Heinrich Lips (1791)                                                                              | 20+10 Pf | 12. August 1949    | 31. März 1950      | 400.000    | unbekannt                   | 47    |
|                                 | - Relief von Angelika Facius (1820)                                                                                      | 30+15 Pf | 12. August 1949    | 31. März 1950      | 400.000    | unbekannt                   | 48    |
|                                 | 100 Jahre Deutsche Briefmarken - Vierspänner-Postkutsche                                                                 | 10 Pf    | 17. September 1949 | 31. März 1950      | 300.000    | Meyer                       | 49    |
|                                 | - Postomnibus und Flugzeug                                                                                               | 20 Pf    | 17. September 1949 | 31. März 1950      | 300.000    | Pixa                        | 50    |
|                                 | 75 Jahre Weltpostverein - Posthorn, Weltkugel, Friedenszweig                                                             | 20 Pf    | 4. Oktober 1949    | 31. März 1950      | 400.000    | Meyer und Pixa              | 51    |
|                                 | - Posthorn, Weltkugel, Friedenszweig                                                                                     | 30 Pf    | 4. Oktober 1949    | 31. März 1950      | 400.000    | Meyer und Pixa              | 52    |

### Ganzsachen
Die von Professor Jonynas gestalteten Dauermarken wurden auch für die gängigsten Postkartenportostufen genutzt. Insgesamt gab es sechs verschiedene Hauptausgaben. Ab dem 3. Oktober bis zum 31. Dezember 1949 konnten diese Postkarten auch aus den anderen Bundesländern der Bundesrepublik Deutschland versendet werden. Alle Postkarten wurden in der Druckerei von Franz Burda (heute: Hubert Burda Media) in Offenburg hergestellt.
| Bild | Wert in Pfennig | Ausgabedatum | Ganzsachenart              | Druckverfahren | Besonderheiten                                           | Michel-Nr. |
| ---- | --------------- | ------------ | -------------------------- | -------------- | -------------------------------------------------------- | ---------- |
|      | 8               | Mai 1949     | Postkarte                  |                | mit kürzerer, obere Anschriftspunktlinie (36 mm) bekannt | P 1        |
|      | 10              | Mai 1949     | Postkarte                  |                |                                                          | P 2        |
|      | 20              | Mai 1949     | Postkarte                  |                |                                                          | P 3        |
|      | 8/8             | Mai 1949     | Postkarte mit Antwortkarte |                |                                                          | P 4        |
|      | 10/10           | Mai 1949     | Postkarte mit Antwortkarte |                |                                                          | P 5        |
|      | 20/20           | Mai 1949     | Postkarte mit Antwortkarte |                |                                                          | P 6        |